# Juan Carlos Sánchez (1971)
Juan Carlos Sánchez (16 luglio 1971) è un ex calciatore boliviano, di ruolo centrocampista. Giocava nel Club The Strongest, in Bolivia. Conta 3 presenze e 1 gol in Nazionale boliviana.